# Arrhéphorie
L'Arrhéphorie, en grec ancien : Αρρηφόρια, ou Erriforie, Ersiforie (Ερρηφόρια, Ερσηφόρια) est le nom d'un rite religieux de l'Athènes classique, en l'honneur de la déesse Athéna Polias, également appelée Hersé qui personnifie la rosée[réf. nécessaire]. Hersé était également, dans l'Athènes antique, l'une des trois filles du roi Cécrops, avec Aglaure et Pandrose (les Cécropides). La fête leur est également dédiée, car elles figurent dans le mythe où Athéna leur confie la boîte dans laquelle elle avait caché Érichthonios, avec consigne de ne pas l’ouvrir, à laquelle elles finissent par désobéir,.

## Nom
La question du nom a divisé les historiens. Il est formé de deux mots dont la première partie est sujette à discussions : les arréphores sont les porteuses de quelque chose, sur le modèle de nombreux participants à des rites (les canéphores par exemple).
Pierre Brulé, partant de ce constat et suivant l’analyse de N. Robertson, avance que le terme phoros désigne toujours des objets portés visibles. Il suppose donc que le radical de la première partie du mot est dérivé d’arrichos, un panier.
Le fait que l’arrhéphorie soit une fête est refusé par L. Van Sichelen, qui en fait un rite et non une fête.

## Déroulement
La seule description du rite est celle de Pausanias :

« Deux jeunes filles que les Athéniens nomment les Arrhéphores, logent à peu de distance du temple de Minerve (Athéna), et même, durant un certain temps, elles y prennent leur nourriture. La fête étant arrivée, voici ce qu'elles font pendant la nuit. Elles prennent sur leur tête ce que la prêtresse de la déesse leur donne à porter, elles ignorent ce que c'est, et la prêtresse ne le sait pas elle-même. Il y a dans la ville, à peu de distance de la Vénus (Aphrodite) dans les jardins, une enceinte où se trouve un chemin souterrain ouvert par la nature, elles descendent par-là, laissent au fonds ce qu'on leur a donné, et elles reçoivent et rapportent quelque autre chose, également couverte. On les congédie ensuite, et on les remplace par deux autres jeunes filles qu'on amène dans la citadelle. »

Le texte étant d'interprétation difficile, il existe diverses théories à propos du trajet de la procession et de sa destination, le sanctuaire d'Aphrodite aux Jardins mentionné dans le passage étant identifié soit avec celui situé à proximité du fleuve Ilissós (mentionné par Pausanias dans un autre passage de son œuvre), soit avec celui situé sur la face nord de l'Acropole (découvert lors de fouilles au début du XXe siècle).

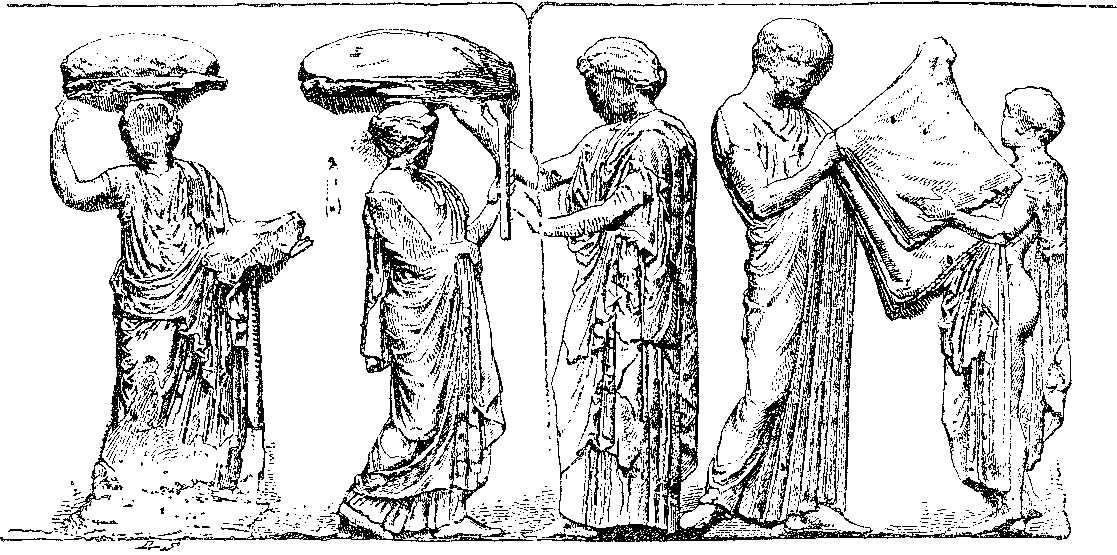
Gravure d'un un bas-relief du Parthénon représentant les arrhéphores portant les paniers.

La célébration du rite a lieu à une date que les historiens n’ont pas réussi à déterminer, certains penchant pour le 3e jour du mois de scirophorion (fin du printemps ou début de l’été). Quatre jeunes filles, âgées de sept à onze ans, issues de familles importantes de la ville, accomplissent ce rite.
Pendant l'exécution du rituel, les arrhéphores se voient remettre, probablement au Pandroséion qui est le lieu de naissance d’Érichthonios, des objets rituels secrets dont Pausanias indique qu'ils ne sont connus ni des arrhéphores ni de la prêtresse elle-même.
Selon une interprétation répandue remontant aux fouilles réalisées dans les années 1930 et souvent remise en cause, les fillettes descendent ensuite de l'Acropole en portant les objets rituels, empruntant une faille naturelle, qui part de la maison des arrhéphores. Pour descendre, elles empruntent quelques marches, puis 25 échelons de bois, puis à nouveau une quarantaine de marches qui aboutissent à une plate-forme située 15 mètres sous l’Acropole. Là, elles sortent à l’air libre par une grotte anciennement identifiée à l’Aglauréion, dont l'emplacement a cependant été attribué à une autre grotte depuis les années 1980. Là, elles suivent le peripatos, chemin de tour de l’Acropole par le nord et passent à proximité du sanctuaire d'Aphrodite aux Jardins (en). Elles laissent les objets sacrés et en prennent d'autres, dont la nature est tout aussi inconnue, qu'elles transportent couverts jusqu'à l'Acropole, où ils sont reçus par la grande prêtresse d'Athéna.
On fabriquait pour elles un gâteau spécial, l’anastasos (ce qui peut se traduire par « le dressé » ou « l’érigé »), qu’elles mangeaient cette nuit-là. Il s’agissait probablement de gâteaux en pâte levée représentant des phallus. Ce rite de sortie de charge se terminait par une pannuchis, une veillée entre femmes (les adultes et celles encore enfant), marquée par des chants, de la musique, des danses, et une certaine licence sexuelle.
Selon P. Brulé, il est en tout cas certain que le  sanctuaire d'Aphrodite aux Jardins n’était pas le but du trajet effectué par les arrhéphores, qui est simplement indiqué par le terme kato (« en bas »), et la description donnée par Pausanias indique qu’elles traversent un sanctuaire proche de celui d’Aphrodite,.

## Interprétations
Le mythe explicatif de l’arrhéphorie est celui de la ciste d’Érichthonios (Athènes), comme Jane Ellen Harrison l’a montré en 1889.
Le rituel de l'arrhéphorie est probablement lié à la fertilité en raison de son nom le plus ancien Ersiforie, Ersi signifiant rosée en français. Les semailles se terminent au mois de Pyanepsion et ensuite vient la germination, il se peut donc qu'il y ait eu des graines et des feuilles d'arbres dans les corbeilles et que la fête ait été célébrée pour attendre la rosée de l'été et la pluie de l'automne.[réf. nécessaire]
Le trajet des arrhéphores passe par de nombreux lieux à la symbolique forte. Elles suivent le versant nord de l’Acropole, où se trouve une forte concentration de lieux fortement connotés à la sexualité : la grotte de Pan et des sanctuaires de divinités féminines liés à la fertilité, à la végétation et à la sexualité : Déméter Chloé, Aphrodite Pandémos et Aphrodite et Éros. Le trajet fonctionne comme un rappel que la chasteté des vierges engage les récoltes à venir, et donc leur confère une responsabilité à l’égard de toute la communauté.
Le trajet part du Pandroséion, dédié à Pandrose et où Érichthonios est né, puis à proximité de l’Aglauréion, consacré à sa sœur Aglauros. Le Kourotrophéion jouxte ou se confond avec l’Aglauréion. Le trajet suivi par les arrhéphores les mettaient en contact avec les trois Cécropides et donc est fortement lié au mythe des origines d’Athènes.
Selon Pierre Brulé, le rituel serait assimilable à un rite de passage en fin d’une initiation à la vie de femme adulte, et une initiation à la vie sexuelle par de nombreux éléments. Mais il voit plutôt, en connexion avec le fait qu’elles ne doivent pas voir le contenu des paniers, un mime du mythe des origines (voir le mythe d’Aglauros) une ordalie où la jeune fille, encore impubère, doit contenir sa curiosité. Le contexte sexuel est fortement présent et cela peut constituer une initiation par allusion. L. Van Sichelen conteste fortement qu’il puisse s’agir d’un rite de passage lié à la puberté, plusieurs éléments du rite infirmant cette interprétation selon elle.